# Пајн Лејкс Адишон (Јужна Дакота)
Пајн Лејкс Адишон (енгл. Pine Lakes Addition) насељено је место без административног статуса у америчкој савезној држави Јужна Дакота.

## Демографија
По попису из 2010. године број становника је 314.
| Група             | 2000.    | 2010.       |
| Белци             | 0 (0,0%) | 304 (96,8%) |
| Афроамериканци    | 0 (0,0%) | 0 (0,0%)    |
| Азијати           | 0 (0,0%) | 1 (0,3%)    |
| Хиспаноамериканци | 0 (0,0%) | 8 (2,5%)    |
| Укупно            | 0        | 314         |